# Південний Кеї-Бесар
Південний Кеї́-Беса́р (індонез. Kei Besar Selatan) — один з 6 районів округу Південно-Східне Малуку провінції Малуку у складі Індонезії. Розташований на північному сході острова Кеї-Бесар. Адміністративний центр — село Охоїренан.
Населення — 11782 особи (2012; 7589 в 2010).

## Адміністративний поділ
До складу району входять 14 сіл:
| Населений пункт         | Населення, осіб (2010) |
| ----------------------- | ---------------------- |
| Ведуар, село            | 846                    |
| Ведуар-Феєр, село       | 147                    |
| Кілват, село            | 502                    |
| Ланггіар-Феєр, село     | 997                    |
| Ларат, село             | 509                    |
| Нгафан, село            | 307                    |
| Неронг, село            | 524                    |
| Охоїренан, село         | 1023                   |
| Сатхер, село            | 858                    |
| Сунгаї, село            | 188                    |
| Тамангіл-Нухутен, село  | 484                    |
| Тамангіл-Нухуянат, село | 122                    |
| Тутреан, село           | 348                    |
| Феєр, село              | 734                    |